# Hackerbrücke
Le Hackerbrücke (en français, pont Hacker) est un pont routier traversant la principale voie ferrée de Munich à l'ouest de la gare centrale. 

## Description et histoire

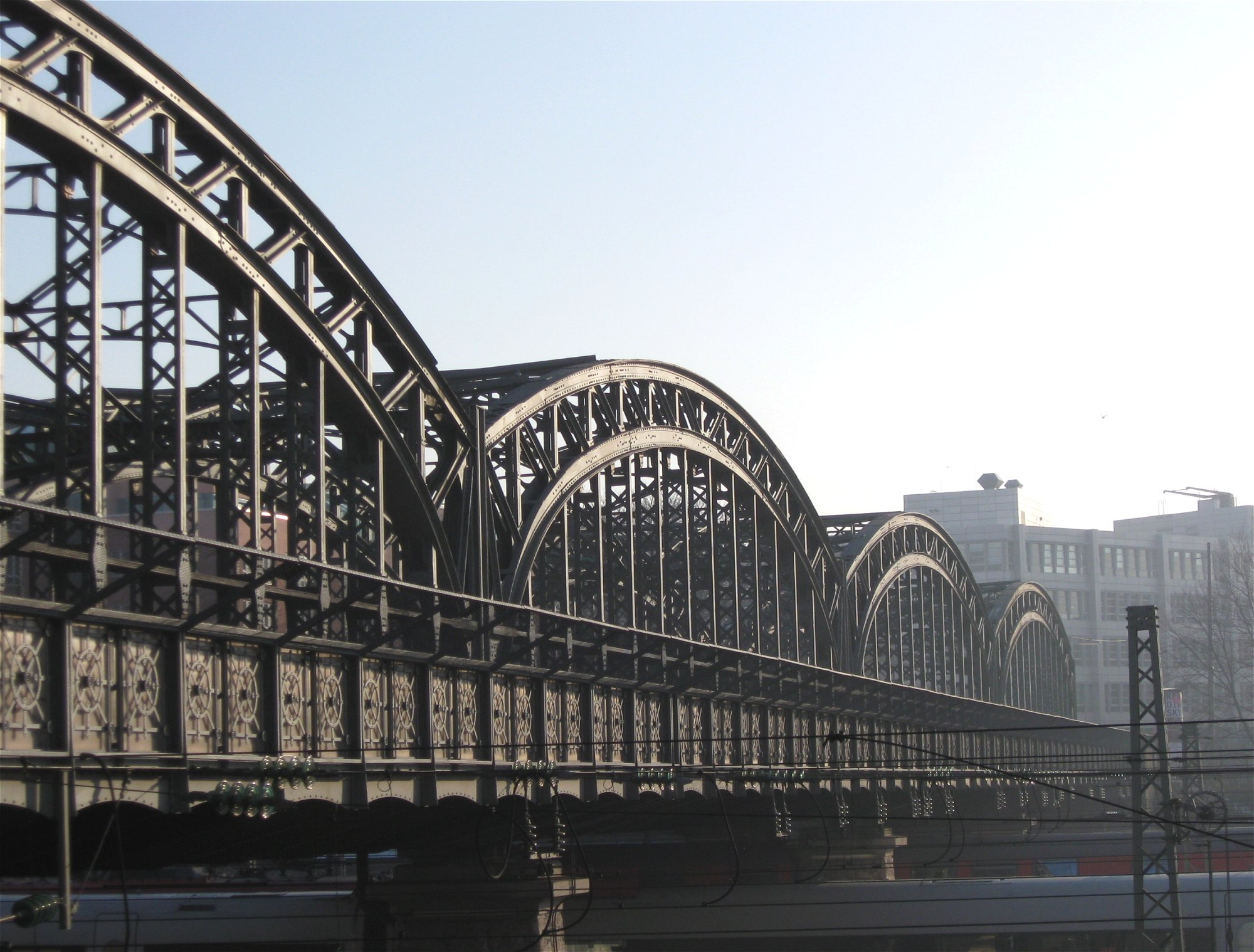

Le premier pont a été construit au début des années 1870. En 1890-1894, il fut remplacé par un nouveau pont construit par la Maschinenfabrik Augsburg-Nürnberg ("usine de machines Augsburg-Nuremberg"). Il fut partiellement détruit pendant la Seconde Guerre mondiale et restauré en 1952-53. En 1983-84, il est assaini fidèlement à l'original. Six arches de fer de 28,8 mètres de large et de huit mètres de haut soutiennent la route; des paires de piliers en pierre soutiennent les arches. Le pont donne son nom à la station de S-Bahn Hackerbrücke, située sous le pont et accessible uniquement depuis celui-ci.